# Dos amigos y un ladrón
Dos amigos y un ladrón es una película argentina dirigida por Jaime Lozano. Está protagonizada por Coco Silly, Marcelo Mazzarello, Jean-Pierre Noher, Carla Conte,. La película fue estrenada el 27 de noviembre de 2008.

## Sinopsis
Manuel (Coco Sily), es un buscavidas y su única aspiración, es zafar. Ha pasado por diferentes negocios e intentos frustrados hasta recalar en el último de ellos: Ahora es astrólogo, tarotista, vidente y, últimamente, agregó el hipnotismo con el objeto de ampliar sus posibilidades un mercado cada vez más competitivo.
El pobre Manuel cree ver una tabla de salvación cuando el “destino” lo cruza con Julio (J.P.Noher), un viejo amigo, empleado de confianza de una oscura consultora de negocios; fachada de una empresa dedicada a lavar dineros sucios de variada índole. Sin dudarlo, Manuel tratara de convencer a Julio de hacer “algún negocio juntos”.
Manuel planea un robo y para ello debe convencer a otro amigo del barrio, al Petiso (M. Mazarello), cerrajero y especialista en cajas fuertes.
Manipulando las cartas de Tarot y supuestas coincidencias astrológicas, trata de embarcar a Julio y al Petiso en la concreción de una vieja fantasía que compartían de jóvenes, el robo perfecto.
Todos se sospechan e intuyen mutuas traiciones, aquellos viejos amigos, se dejan llevar por su ambición. Hipnotizados por la necesidad de salvarse, siguen el plan tratando de sacar el máximo provecho sin ver que son vigilados continuamente por un matón a sueldo.
En el camino de los tres reaparecen viejos rencores no superados que, sumados a traiciones del presente, complicarán el plan…

## Reparto
- Coco Silly
- Marcelo Mazzarello
- Jean-Pierre Noher
- Carla Conte

- Datos: Q20001111